# Масленніков-Войтов Олег Костянтинович
Олег Костянтинович Масленніков-Войтов (нар.. 18 жовтня 1977, Душанбе, Таджицька РСР, СРСР) — російський актор театру і кіно.

## Життєпис
Олег Масленніков-Войтов народився 18 жовтня 1977 року в місті Душанбе Таджицької РСР, в сім'ї військового. В одинадцять років переїхав з родиною до Москви.
З ранніх років виховувався в патріотичних традиціях. В старших класах середньої школи захопився театром, адже в школі додаткові заняття з учнями проводили педагоги з МДІМВ та Щукінського театрального училища, що і вплинуло на майбутнє становлення його як актора, викликало підвищений інтерес до мистецтва. Але в зв'язку з тим, що всі чоловіки по батьківській і материнській лінії Олега були військовослужбовцями, він після закінчення школи у 1994 році вступив до Омського вищого танкового інженерного училища, де організував вокально-інструментальний ансамбль, з яким проводив виступи в різних гарнізонах. В результаті, бажання бути актором перемогло. Провчившись півтора року, він пішов з військового училища.
У 2000 році Олег Масленніков-Войтов закінчив акторський факультет Школи-студії МХАТ (керівники курсу — Євген Лазарєв, Дмитро Бруснікін).
Свою акторську кар'єру розпочав у 2000 році в Театрі на Покровці під керівництвом Сергія Арцибашева (Москва), прослуживши там один сезон.
З 2001 року Олег Масленніков-Войтов — актор Московського драматичного театру «Модерн». В цьому театрі, брав участь у виставах: «Петля» Рустама Ібрагімбекова (роль примари Григорія Распутіна), «Подорож маленького принца» Антуана де Сент-Екзюпері (роль Лисиця), «Катерина Іванівна» Леоніда Андрєєва (роль Ментікова), «Шукає зустрічі!» (роль француза).
У 2002 році на Московському міжнародному телевізійно-театральному фестивалі «Молодість століття» в номінації «за талановите виконання чоловічої ролі в театрі» був нагороджений дипломом та відзначено спеціальною премією «Визнання» за виконання ролі Распутіна у виставі «Петля» режисерів С. Врагової та Р. Ібрагімбекова.
З 2001 року Олег Масленніков-Войтов активно знімається в кіно і є затребуваним актором телесеріалів.

## Особисте життя
Олег Масленніков-Войтов і його кохана, продюсер Аліна Бородіна, вирішили узаконити свої стосунки саме в той день, коли виповнилося рівно сім років з початку їх спільного життя. Одруження відбулася 2 липня 2016 року.
У родині поки немає спільних дітей, але у Аліни росте син від попереднього шлюбу. Актор прийняв Микиту як рідного сина, почав багато часу проводити з дитиною. Від Олега Микиті передалася тяга до екстремальних видів спорту. Інше хобі актора — російський більярд.
Зараз Аліна та Олег щасливі, вони разом вже багато років і, за даними преси, незабаром збираються завести другу дитину.

## Творчість

### Роботи в театрі

#### Московський драматичний театр «Модерн»
- 2001 — «Петля» за п'єсою Рустама Ібрагімбекова (режисери-постановники — Світлана Врагова, Рустам Ібрагімбеков) — привид Григорія Распутіна, невідступно переслідує полковника Субботіна[3][4]
- «Подорож маленького принца» за п'єсою «Маленький принц» Антуана де Сент-Екзюпері (режисер-постановник — Світлана Врагова, режисер — Олег Царьов; прем'єра відбулася в 2002 році) — Лис
- «Катерина Іванівна» за п'єсою Леоніда Андрєєва (режисер-постановник — Світлана Врагова) — Ментіков
- «Шукає зустрічі!», комічна музична вистава за творами Ігоря Губермана, Антона Павловича Чехова, Михайла Жванецького з музикою Віллі Токарєва, Мішеля Леграна, Джо Дассена, Майкла Джексона та інших (режисер-постановник — Світлана Врагова; прем'єра відбулася в 1996 році) — француз

#### Державний театр націй (Москва)
- 2017 — «Аудієнція» за однойменною п'єсою Пітера Моргана (режисер Гліб Панфілов; прем'єра — 25 квітня 2017 року) — Девід Кемерон, прем'єр-міністр Великої Британії[5]

#### Інші театри
- «Бідна наречена» — * «Не в свої сани не сідай» Олександра Островського — * «Минулого літа в Чулимську» Олександра Вампілова — * «Старший син» Олександра Вампілова — * «Зойчина квартира» Михайла Булгакова — * «Мій бідний Марат» — * «Інтерв'ю на тему свободи» — * «Ревнощі» — * «Ревізор» Миколи Гоголя — * «Гамлет» Вільяма Шекспіра — * «Уроки любові» — Марат Шимаркін, журналіст
- «Ідеальний чоловік» — сер Роберт Чілтерн, депутат Британського парламенту
- «Підступність і любов» — Вурм, секретар президента
- «Казанова. Уроки любові» — Дон Жуан
- «Моя прекрасна Кет» — Петро Дубовський
- «Територія пристрасті» — Азолан
- «Співаючі під дощем» (РФ) — Сімсон

### Фільмографія
- 2000 — Зойчина квартира —  Борис Семенович Гусь-Ремонтний
- 2002 — Пізня вечеря з… —  Селезньов
- 2005 — Авантюристка —  француз
- 2005 — Аеропорт —  Борис Леонідович Дорман
- 2005 — Кулагін і партнери —  Бабкін
- 2005 — Не народися вродливою — Рональд, хлопець гомосексуала Мілко
- 2006 — Аеропорт 2 —  Борис Леонідович Дорман
- 2006 — Прорив —  сержант
- 2006 — Сталін. Live —  Роман Кармен
- 2006 — 2009 — Клуб —  сутенер
- 2007 — Олександрівський сад 2 / Три дня в Одесі —  Нефьодов
- 2007 — Я — сищик —  Вадим
- 2007 — Гонка за щастям —  Андрій Титаренко
- 2007 — Жіночі історії —  Петро Каменяр
- 2007 — Трюкачі —  Боєць
- 2008 — Багата і кохана —  Сан Санич
- 2008 — Чізкейк —  чоловік Наталії
- 2008 — Сині ночі —  Степан, дільничний уповноважений міліції
- 2008 — Ставка на життя —  Растрига
- 2008 — Важкий пісок —  Лев Іванівський, старший син Рахілі і Якова
- 2008 — Таємниці палацових переворотів —  Густав Корф
- 2009 — Єрмолови —  Кастусь (в молодості), син Христини і князя Стаса Радзивілла
- 2009 — 2010 — Маргоша — Андрій Миколайович Калугін («Калуга»), син Миколи та Ірини Калугіна, чоловік Катерини Калугиной, батько Аліси Калугиной, колишній художній редактор журналу «МЗ» та колишній коханий Марго
- 2009 — Циганки —  Сергій
- 2009 — Чоловік в моїй голові —  чоловік в ресторані
- 2009 — Лігво змія (Андалінскій проект) —  Сергій, геолог
- 2010 — Банди —  Євген Тарабукін, капітан карного розшуку
- 2011 — Тільки ти —  Михайло
- 2011 — Дівоче полювання —  Геннадій Молчанов, президент страхової корпорації Grand-Garant
- 2012 — Жуков —  Іван Сєров
- 2012 — Дикий 3 —  Сергій
- 2012 — Наказано одружити —  Маслєнніков, підполковник
- 2012 — Рівновага —  Олег
- 2012 — Ефект Богарне —  Раєвський, генерал
- 2012 — Засіб від смерті —  Влад Садовський, журналіст
- 2012 — Два газетяра (короткометражний фільм) —  Брехунов
- 2012 — Закрита школа —  Сергій Вікторович Раєвський, майор, колишній чоловік Лариси Одинцової, співробітник служби безпеки фармацевтичної компанії «Ingrid»
- 2012 — Нелюбимая —  Миша
- 2013 — Час дочок —  піар-менеджер
- 2013 — Легальний допінг —  Олексій Примаков
- 2013 — Морські дияволи. Смерч. Долі —  Анрі
- 2013 — Пізніше каяття (Україна) —  Костянтин Арсеньєв, чоловік Міли
- 2013 — Там, де є щастя для мене —  Вадим
- 2014 — Неспокійний ділянку —  Андрій, чоловік Тетяни Юріївни Петрової (дільничного уповноваженого поліції)
- 2014 — Рік в Тоскані —  Олег, психотерапевт
- 2014 — Провідник —  Володимир Перлов
- 2014 — Дівчина середніх років — Вахтанг Георгійович («Ваха»), бандит, ресторатор
- 2014 — ОБЖ —  камео
- 2014 — Золота наречена —  Володимир Долгобродов
- 2014 — Батько Матвій —  Павло Дейченко, брат Кирила, продюсер
- 2014 — Слава —  Галаєв, відповідальний працівник «Совінтерспорта»
- 2014 — ЧБ —  прокурор
- 2015 — Дід Мазаєв і Зайцеви —  Євген Шликов, однокласник Бориса і Маргарити Зайцевих
- 2015 — Небезпечна помилка —  Борис Шатохін
- 2015 — Опікун —  Гена
- 2016 — 40+, або Геометрія любові (Україна) —  Андрій
- 2016 — Восени 41-го —
- 2017 — Доктор Анна —  Тимофій Ілліч Калетний, перший заступник Андрія Добровольського
- 2017 — Як змучити коханку за сім днів —  Слава
- 2018 — Той, хто читає думки (Менталіст) (серія № 3 «Мисливець за мільйонами») —  Михайло Клюєв, адвокат
- 2020 — Тріґґер — Борис Корягін, власник логістичної компанії

### Робота на телебаченні
- З серпня 2016 року Олег Масленніков-Войтов працює ведучим документально циклу «Доказ з минулого» на телеканалі «Звезда».

## Нагороди
- 2002 — диплом і спеціальна премія «Визнання» Московського міжнародного телевізійно-театрального фестивалю «Молодість століття» в номінації «за талановите виконання чоловічої ролі в театрі» — за роль Распутіна в спектаклі «Петля».